# Spoorbrug Bredabaan
De spoorbrug Bredabaan is een tweesporige boogbrug over de N1, de Bredabaan, in Antwerpen. De brug is onderdeel van de hogesnelheidslijn HSL 4 en wordt onder andere door de Thalys gebruikt. Ongeveer 250 meter naast deze spoorbrug ligt de Spoorbrug Kapelsesteenweg, grotendeels hetzelfde in aanzien en constructie.

## Afbeeldingen

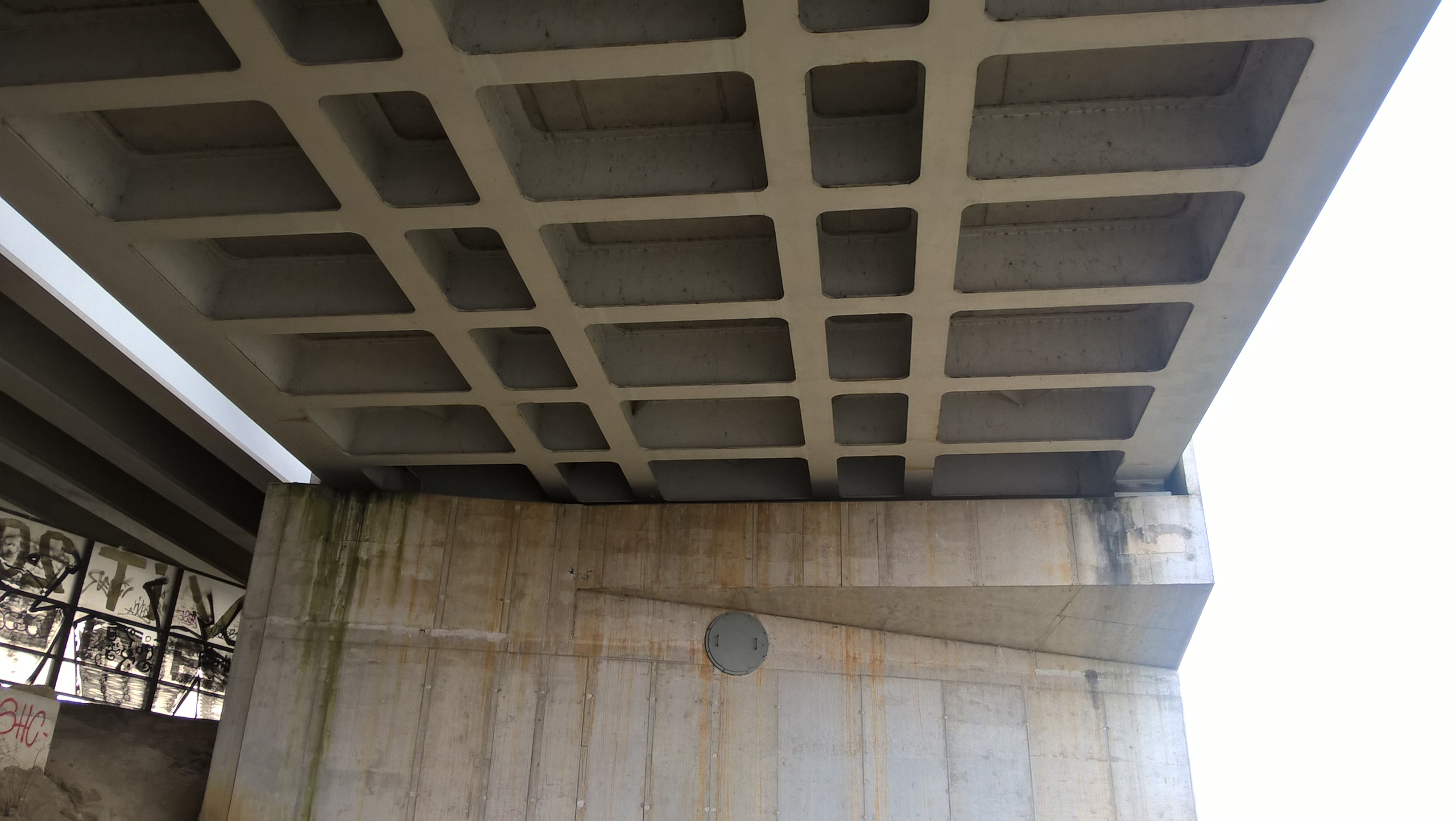
Onderkant brug, grid van stalen langs- en dwarsliggers met daarop beton
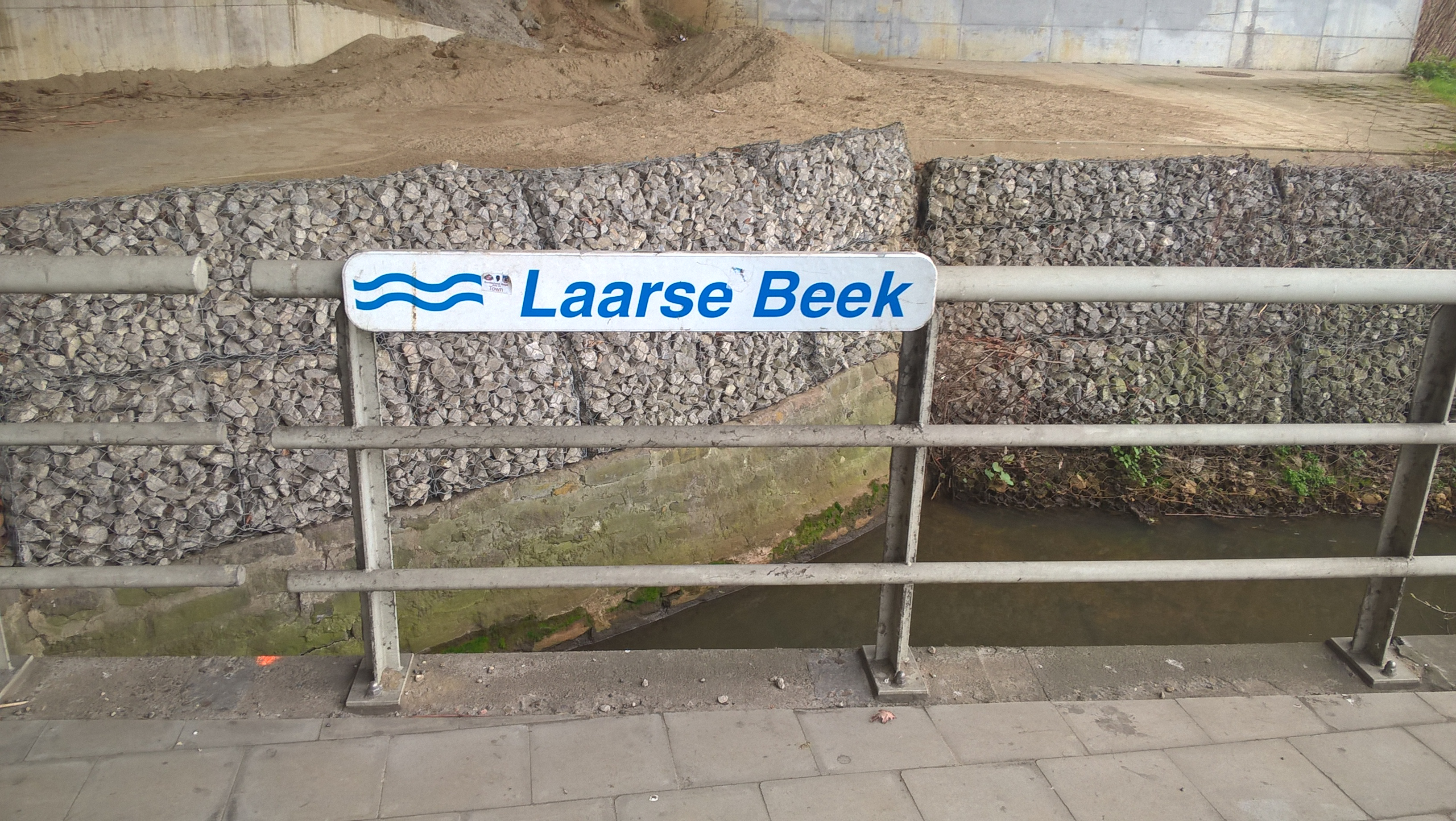
De Laarse Beek loopt ook onder de brug door